# ツインカー (ブラックプール・トラム)
ツインカー（Twin Car）は、かつてイギリスの都市・ブラックプールの路面電車（ブラックプール・トラム）で使用されていた電車の愛称。多客時に連結運転を行う事で輸送力を高める事を目的に開発された車両で、既存の車両を改造した電動車と新造された付随車による編成が組まれたが、後年に効率化を目的に付随車の制御車への改造が実施された。プログレス・ツインカー（Progress Twin Car）とも呼ばれている。

## 概要
ラッシュ時や夏季といった多客時とそれ以外の乗客が少ない時間帯や時期で輸送力が調整可能な連結運転の導入を目的に検討が行われた形式。まず1958年に第二次世界大戦前に製造された「イングリッシュ・エレクトリック・レールコーチ」のうち2両（275、276）に対し、連結器の搭載やそれに伴う前面形状の変更、電気機器の撤去による制御車化（275）といった改造が実施された。その後、この車両の運用実績を受けて本格的な導入が行われる事となり、メトロポリタン・キャメル（Metropolitan Cammell）製の付随車が1960年に10両（T1 - T10）製造された他、8両の「イングリッシュ・エレクトリック・レールコーチ」が牽引可能なよう改造を受けた。また、275もこれに合わせて再度電気機器の搭載が実施されたため、電動車の両数も10両（272 - 281）に揃えられた。連結器はウィリソン式自動連結器（Willison Coupler）が用いられた。
これらの車両は多客時には電動車＋付随車の2両編成、それ以外の時間帯では電動車による単独運転が実施されたが、付随車に運転台が無い事から一方向にしか進む事が出来ず、終端では編成ごとループ線で向きを変える必要があった。更に付随車を留置する場所も問題となり、最終的に付随車10両のうち7両について、電動車の片側の運転台を移設する工事を実施して制御車とする事が決定し、1963年から1970年までに改造を受けた。また、それに先立つ1968年には他の在籍車両と共に車両番号の変更が行われた（電動車：671 - 680、付随車・制御車：681 - 690）。その後、改造を受けなかった付随車3両（688 - 690）は運用を離脱し1972年に廃車・解体された一方、同じく未改造のまま両運転台構造を維持した3両の電動車（678 - 680）は引き続き営業運転に用いられた。

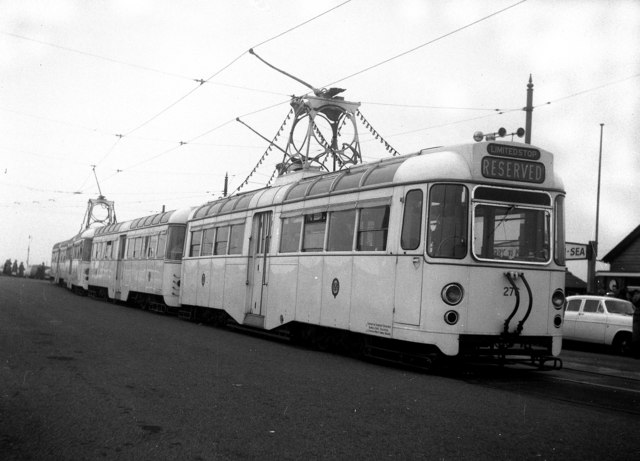
276＋T3（1960年撮影）
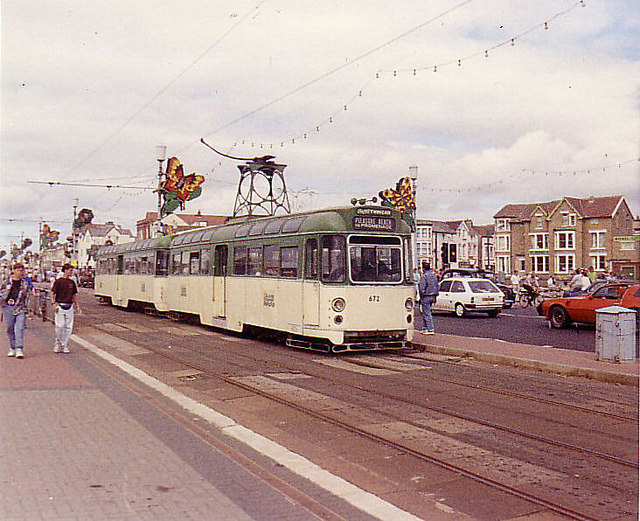
672＋682（1990年撮影）
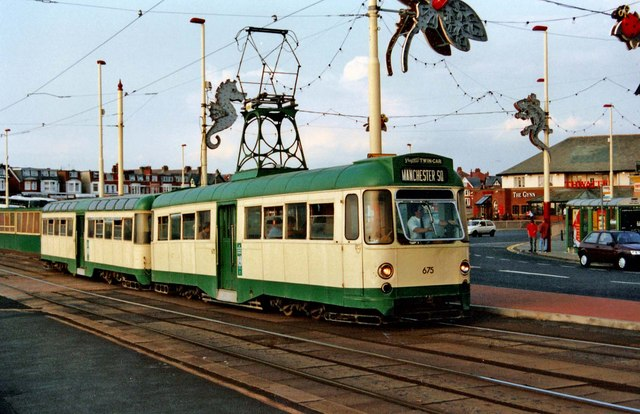
675＋685（1997年撮影）
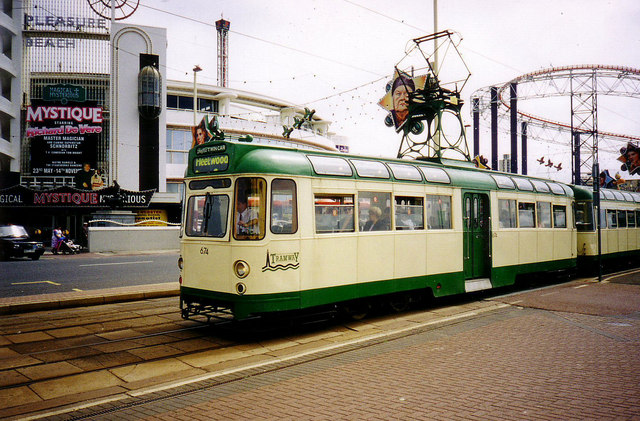
674（1998年撮影）

その後、電動車＋制御車による固定編成を組む事となった車両（14両、2両編成7本）は夏季を始めとした多客時での運用が主になっていたが、2000年代以降順次廃車が進行し、2011年をもって超低床電車のフレキシティ2へ置き換えられる形で営業運転を終了した。また、両運転台のまま残存した3両の電動車についても2008年までに営業運転から撤退している。以降も複数の車両がブラックプールを始めとした各地で保存されており、一部は製造・改造当初の番号へ戻されているが、2024年時点で動態保存されている車両は存在しない。

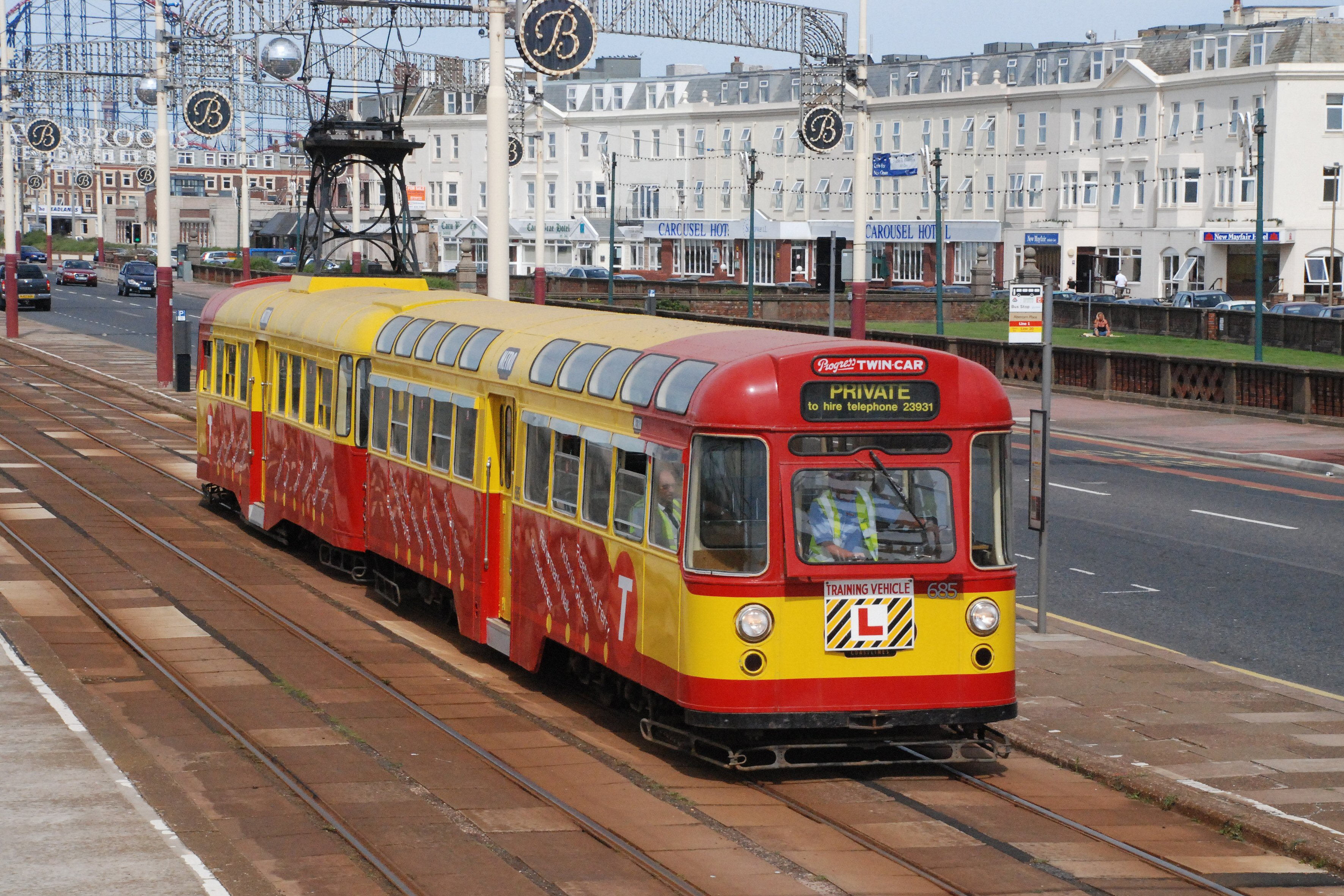
685＋675（訓練車として使用）（2007年撮影）
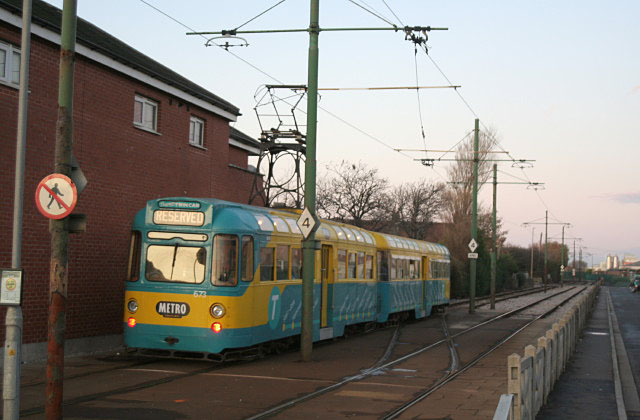
673＋683（2009年撮影）